# Washtenaw County
Washtenaw County är ett administrativt område i delstaten Michigan, USA. År 2010 hade countyt 344 791 invånare. Den administrativa huvudorten (county seat) är Ann Arbor. 

## Geografi
Enligt United States Census Bureau så har countyt en total area på 1 873 km². 1 839 km² av den arean är land och 34 km² är vatten.   

### Angränsande countyn
- Livingston County - norr
- Oakland County - nordost
- Ingham County - nordväst
- Wayne County - öst
- Jackson County - väst
- Monroe County - sydost
- Lenawee County - sydväst